# Петер Крог
Петер Крог (фар. Peter Krogh; 20 липня 1990) — фарерський гандболіст. Виступає за гандбольний клуб H71 та національну збірну Фарерських островів.